# Płaskowyż

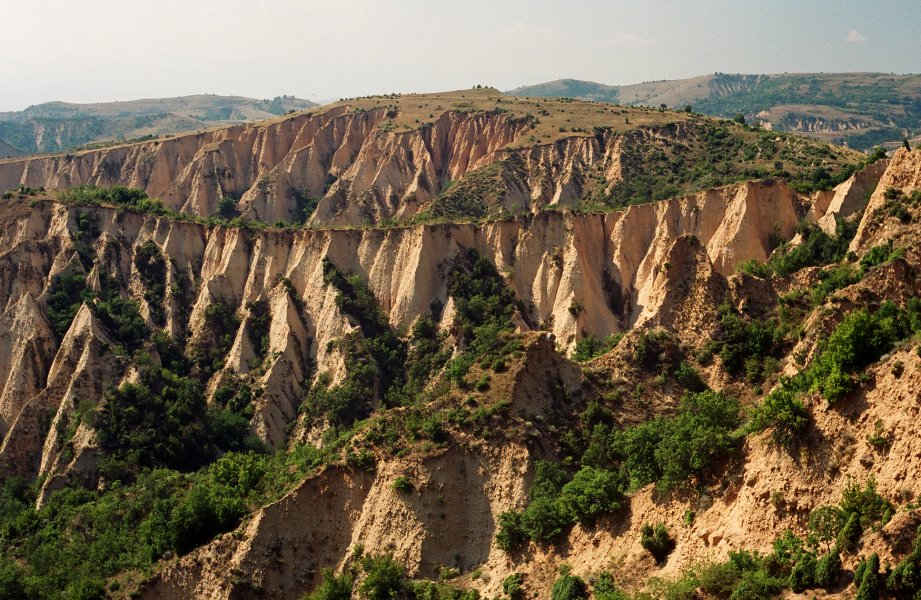
Piaskowcowy płaskowyż u stóp gór Pirin, na wschód od Melnika w Bułgarii

Płaskowyż (plateau) – obszar wysoko położony o płaskiej lub lekko falistej powierzchni i o stromych stokach, będący fragmentem wydźwigniętej powierzchni zrównania lub równiny wulkanicznej.
Płaskowyż jest słabo urozmaicony dolinami i wyraźnie zaznacza się wśród otaczających go niższych obszarów. W Polsce najczęściej występuje na obszarach wyżynnych (np. Płaskowyż Nałęczowski, Płaskowyż Rybnicki, Płaskowyż Tarnogrodzki, Płaskowyż Jędrzejowski). Przykładem płaskowyżów na świecie może być Dekan w Indiach lub Kras położony na terenie Włoch i Słowenii.